# Ернандес (Њу Мексико)
Ернандес (енгл. Hernandez) насељено је место без административног статуса у америчкој савезној држави Њу Мексико.

## Демографија
По попису из 2010. године број становника је 946.
| Група             | 2000.    | 2010.       |
| Белци             | 0 (0,0%) | 50 (5,3%)   |
| Афроамериканци    | 0 (0,0%) | 3 (0,3%)    |
| Азијати           | 0 (0,0%) | 4 (0,4%)    |
| Хиспаноамериканци | 0 (0,0%) | 885 (93,6%) |
| Укупно            | 0        | 946         |